# 大阪文化館·天保山

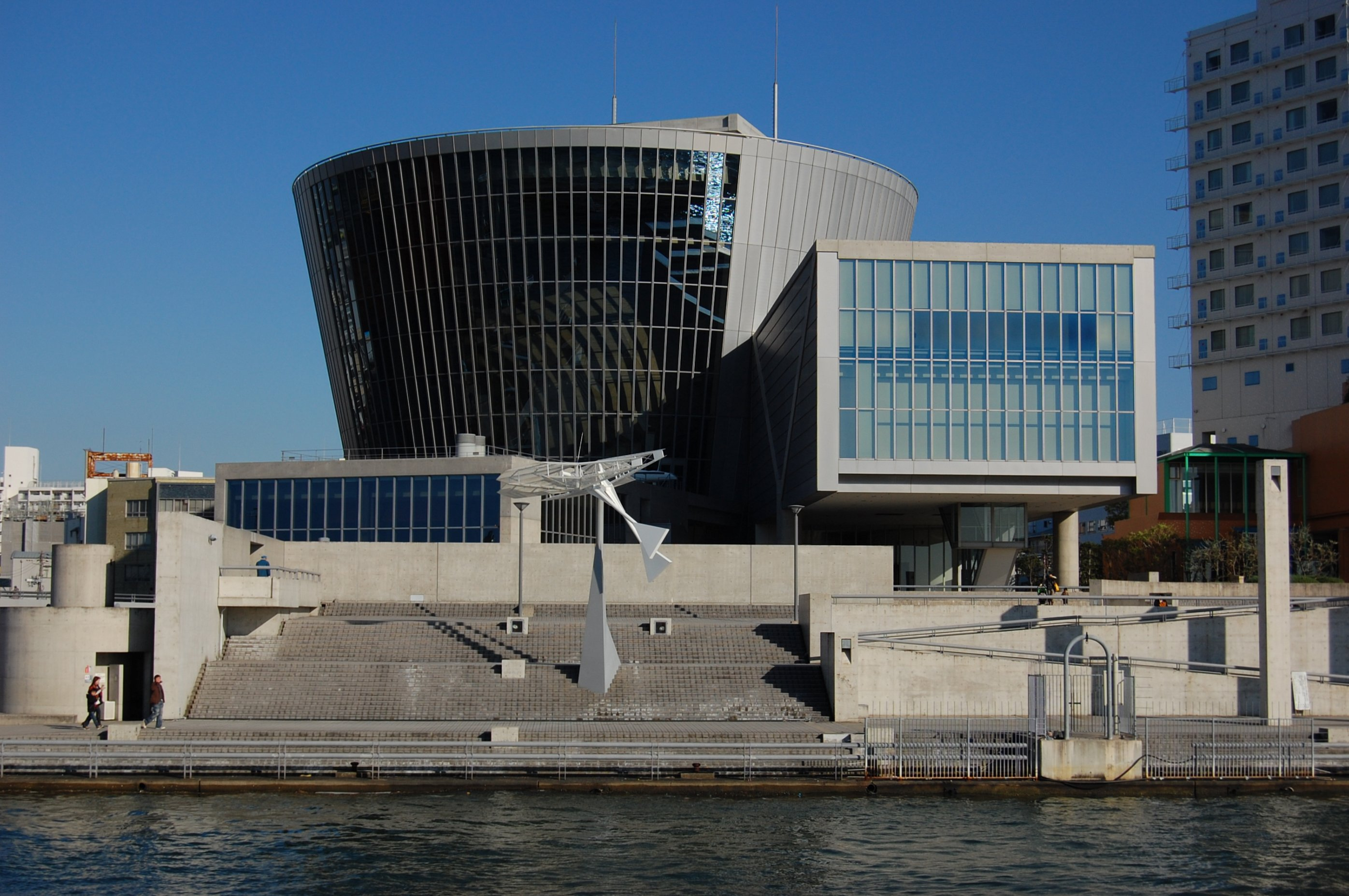

大阪文化館・天保山（日语：おおさかぶんかかん・てんぽうざん）舊名三得利博物館，是位於日本大阪市港區天保山港村的一座美術館。

## 历史
三得利博物館開館於1994年11月3日，是三得利創業90週年事業的一部分。和東京的三得利美術館主要收藏日本的美術工藝品相對，這裡則主要收藏世界各國的美術品。2009年，三得利決定在2010年關閉博物館，將土地、建築和展示品無償贈送給大阪市。2011年後，三得利和該博物館的運營無關。2013年博物館改名為「大阪文化館・天保山」。

## 外部連結
- サントリーミュージアム（页面存档备份，存于）
- 大阪文化館・天保山（页面存档备份，存于）